# Uys Krige
Uys Krige, född 4 februari 1910 utanför Swellendam i nuvarande Västra Kapprovinsen, Sydafrika, död 10 augusti 1987 i Onrusrivier, var en sydafrikansk författare, som skrev på afrikaans och engelska. Hans lyrik från 1930-talet, samlad i bland annat Versamelde gedigte (1985), fick stor betydelse för den litterära förnyelsen i 1960-talets afrikaansspråkiga litteratur. Han skrev även dramatik och prosa, och översatte Molière och Shakespeare, liksom mycket fransk och spansk poesi, till afrikaans.

## Biografi
Krige var son till den berömde rugbycentern Japie Krige. Han växte upp i Kapstaden och Stellenbosch, och efter att ha studerat juridik på universitetet i Stellenbosch arbetade han som redaktör för Rand Daily Mail i Johannesburg. 1931 flyttade han till Frankrike och Spanien, där han spelade proffsrugby och skrev för olika tidningar. Han flyttade hem till Sydafrika 1935, där han fortsatte arbeta som journalist. 1937 gifte han sig med skådespelerskan Lydia Lindeque.
Under andra världskriget blev Krige krigskorrespondent i Nordafrika. Han tillfångatogs av tyskarna och satt i fångläger i Italien i två år innan han lyckades rymma. Om denna erfarenhet har han skrivit i The Way Out (1946). Efter att ha rest runt i Europa som militär observatör för de allierade återvände han till Sydafrika, där han först bodde i Johannesburg och Kapstaden, innan han slog sig till ro i Onrusrivier, där han levde de sista 18 åren av sitt liv.